# الخيال الكمي
الخيال الكمي هو نوع أدبي يعكس التجربة الحديثة للعالم المادي والواقع كما يتأثر بنظرية الكم والمبادئ الجديدة في فيزياء الكم. يتميز الخيال الكمي باستخدام عنصر في ميكانيكا الكم كجهاز لرواية القصص. في الخيال الكمي، تتوقف الحياة اليومية على بعض جوانب الطبيعة الكمومية للواقع. يعكس هذا النوع التجربة البشرية الحديثة للتصورات الجديدة حول الواقع المادي كما يتأثر بفيزياء الكم، والتي تتجاوز النماذج الميكانيكية للعلم وعوامل الخيال والإدراك البشري كمكونات للواقع. يتميز هذا النوع بأي من الخصائص التالية أو جميعها:
- استدعاء المؤلف لميكانيكا الكم لجعل العناصر الخارقة للطبيعة أو الخارقة للطبيعة أو الرائعة لقصة يبدو فيها الواقع يتحدى قوانين الفيزياء الميكانيكية
- شخصية كمراقب مؤثر بوعي للواقع
- التعرف العلمي على قوة تحريك غير كمية للمادة تقاس بتأثير المراقب (الفيزياء)، وتفترض على أنها وعي أو روح
- موضوع أو شخصية أو أحداث قصة موجودة لكل عنصر يمكن تفسيره على أنه واقع وفقًا لنظرية الكم.
- مغامرات تنطوي على التزامن، واقع متعدد الأبعاد، بيئات تفاعلية، عوالم موازية أو حياة كأكوان متعددة.
- الوعي (شخصية أو قارئ) كتأثير تفاعلي في خلق وإدراك الواقع وخط الحبكة.
- الواقع يتصرف بشكل غير متوقع حسب الجسيمات دون الذرية.

## أصل هذا النوع
ادعت الروائية فانا بونتا أنها صاغت مصطلح الخيال الكمي في عام 1996، عندما نشرت روايتها الرحلة: رواية الخيال الكمي. في القصة، يكافح بطل الرواية لإخبار الحياة الواقعية من عناصر في رواية يكتبها، حيث يبدأ الأشخاص والأحداث من روايته في الظهور في الواقع. السطر الأول من رواية بونتا هو «أيهما جاء أولاً - المراقب أم الجسيم؟».
عرّف بونتا الخيال الكمي بأنه قصص يؤثر فيها الوعي على الفيزياء ويحدد الواقع؛ على حد تعبيرها، «النوع واسع ويشمل الحياة». كما أوضحت بونتا تطورها لهذا النوع الجديد: «أنا لا أكتب الخيال العلمي. الخيال العلمي هو نوع متخصص، يعرفه راي برادبري على أنه تصوير للواقع. هذا النوع واسع، ويشمل الحياة لأن الخيال جزء لا ينفصم عن الواقع في مراحله المختلفة، والعكس صحيح». 

## أشكال جديدة من سرد القصص
بدأ استخدام مصطلح الخيال الكمي في الظهور في كتب القرن الحادي والعشرين والأوراق الأكاديمية التي حددت وناقشت نوعًا أدبيًا جديدًا وناشئًا يتأثر بالرؤية الجديدة للعالم التي تعطيها فيزياء الكم. استكشفه العديد من الفنانين والأوساط الأكاديمية والنقاد بشكل مستقل عن بعضهم البعض وفي سياقات مختلفة مع القاسم المشترك للنوع الأدبي الجديد. بحلول عام 2010، يكشف الإدراك المتأخر عن حركة واستخدام من قبل العديد من المؤلفين والنقاد. في كتابه «القانون الفضفاض» (مطبعة كوزموس، 2001)، يصف المؤلف تشارلز بلات الخيال الكمي بأنه «مخطط لتجنب التقادم الأدبي».
يكتب بلات: "أعتقد أن "الخيال الكمي" سيتحايل على بعض المشكلات المرتبطة بالخيال العلمي التقليدي. «يجادل بلات»، إذا أخذ كاتب من القرن التاسع عشر مثل تشارلز ديكنز عينات من بعض روايات الخيال العلمي الحديثة، فقد يفاجأ بأسلوب الكتابة والمحتوى التخميني، لكنه لن يجد شيئًا جديدًا في طرق سرد القصص. بُنيت الروايات الشهيرة ذات الطول الجديد بشكل أساسي بنفس الطريقة التي جرى بناؤها اليوم لقرن مضى، وكتاب الخيال العلمي في وضع مثير للسخرية لتصوير المستقبل باستخدام تقنيات مشتقة بالكامل من الماضي. «يكتب بلات»، اقتراحي المتواضع لتنشيط الرواية هو شكل سأدعوه، لعدم وجود مصطلح أفضل، «الخيال الكمي». مثل نظرية الكم، تعترف بالمراقب (في هذه الحالة، القارئ) كمشارك نشط. يقول بلات: «في عام 2001، أعتقد أنه يجب أن يكون من الممكن تطوير نوع جديد من» الخيال الكمي «من هذه النماذج مع جاذبية واسعة حقًا».

## الاسلوب الادبي
يتم تحديد النوع الأدبي، كفئة من التكوين الأدبي، من خلال التقنية الأدبية أو النغمة أو الموضوع (المحتوى). يُعرف الخيال الكمي كنوع في المقام الأول من خلال تقنية الكتابة، والنبرة والموضوع ليسا محدودين.

### الاختلافات عن الخيال العلمي
على عكس الخيال العلمي الذي يجري تحديده إلى حد كبير من خلال المحتوى، يمكن أن يكون موضوع الخيال الكمي أي شيء. تدور قصص الخيال الكمي حول أي موضوع ولا تتضمن العلم بالضرورة. رواية القصص نفسها، على سبيل المثال، معالجة الحبكة (الوقت)، والشخصيات (المراقبون)، والموقع (عوالم متعددة، ذوات متوازية)، غير تقليدية. يمكن أن يتوقف الخيال الكمي أيضًا على الفيزياء النظرية كعنصر موضوع للقصة. يتعامل الخيال الكمي في الاحتمال والإمكانيات. في القصة المذهلة لميكانيكا الكم، يشرح الفيزيائي جيمس كاكاليوس كيف كان تطوير ميكانيكا الكم هو الذي مكن العجائب التي استمتعت بها في القرن الحادي والعشرين، وليس التنبؤات الكلاسيكية القائمة على العلوم. بصفته معجبًا شابًا بالخيال العلمي في الخمسينيات والستينيات من القرن الماضي، تعجب كاكاليوس من المستقبل المتوقع في مجلات لب الخيال العلمي والقصص المصورة وأفلام تلك الحقبة، وكان على يقين من أنه من خلال 2010 سيكون لدى البشرية سيارات طائرة وحزم نفاثة. بدلاً من ذلك، هناك أعاجيب أكثر روعة، مثل أجهزة الكمبيوتر المحمولة وآلات التصوير بالرنين المغناطيسي ومشغلات Blu-ray وعجائب الحياة الواقعية الأخرى التي ظهرت بوضوح عبر ميكانيكا الكم. باستخدام تفسير نظرية الكم بأن الواقع المادي موجود فقط عندما تجري ملاحظته، لذلك في العقل، فإن نوع الخيال الكمي يرتبط ارتباطًا وثيقًا بالمثالية أكثر من نوع الخيال العلمي الكلاسيكي التجريبي. في هذا الصدد، يمكن النظر إلى الأعمال الإبداعية الأخرى على أنها فئات فرعية من الخيال الكمي وحتى العلم، أو الواقع نفسه، هي عمل خيالي.

### نظرية الكم كأداة أدبية
في خيال الروائي والشاعر الغياني ويلسون هاريس، فإن أسلوب المؤلف، الذي يعرفه على أنه الخيال الكمي، هو من خلال تقنية البنية السردية. في أطروحة تستكشف النوع الأدبي لهاريس من ثلاثية الكرنفال كخيال كمي، تصف ريبيكا إكلوند «في كتاباته التجريبية الطموحة، يخلق هاريس بنية سردية متعددة ومرنة». إن معاملة هاريس للشخصيات والأحداث العادية، التي لا علاقة لها بالعلم في حد ذاته، هي التي تحدد هذا النوع. في المقابلات، غالبًا ما يصف هاريس تأثيرات الإدراك الكمي على العملية الأدبية والتقنيات والأجهزة. وصف ويلسون هاريس أنه كان يكتب منذ روايته الأولى ما كان سيدركه في النهاية على أنه خيال كمي، ليشهد على «الحقائق المخفية عن العالم الذي تراه». في أطروحة القيمة الكمومية في «بنية المد والجزر» لويلسون هاريس، ينص أندرو جيفرسون مايلز على ما يلي: «في الخيال الكمي، يشارك الكون بأكمله، وسيترك هذا الكون أثره، وكميته التلقائية المتمثلة في المعرفة والتعرف، حتى على أصغر شيء وأقصر عمرًا». في مجلد إعادة تعريف المشروع النقدي في الأدب الإسباني للقرن الحادي والعشرين (الهجين 2012)، كتب المؤلف الإسباني خورخي كاريون: «تحاول كتبي إثارة إشكالية هذه الوحدات المفترضة من المعنى، لأننا ربما نكون في زمن الخيال الكمي. أكرر: «الخيال الكمي». هذا مفهوم كنت أعمل عليه لفترة قصيرة جدًا. إنه مفهوم جديد، مثل «الفضاء المضاد» أو»theoryphobia" كان في عصرهم. "في عام 2009، في أطروحة الدكتوراه حول علم الفن، حدد أليكسيس بلانشيت ضرورة التمييز بين نوع الخيال الكمي. «تبدو العوالم الخيالية الآن متغيرة وغير محددة كما كانت دائمًا للجمهور. يهدف مفهوم الخيال الكمي إلى توفير إطار للإنتاج والاستقبال للعمليات المعاصرة للتصنيع وتنويع الخيال». في الخيال الكمي، يدرك المؤلف ويخلق شخصيات تختبر الواقع من خلال رؤية سريالية أو غير خطية للأشياء التي لا تتوافق مع الطريقة التي تختبر بها الحواس المادية الحياة والعالم بشكل عام، والتي تتصرف بطرق تفترضها نظرية الكم.